# 峰崎部屋
峰崎部屋（みねざきべや）は、かつて東京相撲協会、日本相撲協会に所属した相撲部屋。1988年（昭和63年）から2021年（令和3年）まで活動していた部屋は二所ノ関一門に所属していた。

## 2代峰崎時代

### 沿革
初代峰崎の養子だった行司の初代木村銀治郎が二枚鑑札で2代峰崎を襲名、1899年（明治32年）以降は年寄専従となり、峰崎部屋を経営した。その後、後継者争いの勃発した尾車部屋の力士らを一時預かったものの2代峰崎は1922年（大正11年）に死去。峰崎部屋の弟子たちは、同年5月場所を最後に現役を引退した4代尾車（元関脇・大戸平）が再興した尾車部屋に戻った白岩の一統と、片男波部屋を経て伊勢ノ海部屋に預けられた三杉磯の一統とに分かれていった。

### 力士
※印は尾車部屋から移籍してきた力士。

#### 幕内
- 大戸平吉太郎（関脇・宮城）※
- 三杦磯善七（関脇・北海道）※ - 片男波部屋に移籍
- 真砂石濱五郎（小結・宮城）※
- 白岩亮治（前3・宮城）※ - 尾車部屋に移籍
- 平ノ石辰治郎（前4・福島）※
- 真砂石三郎（前13・宮城）※ - 片男波部屋に移籍
- 白梅文治郎（前18格付出・群馬） - 白玉部屋から移籍

#### 十両
- 開月勘太郎（十13・福岡）※ - 片男波部屋に移籍

## 7代峰崎時代

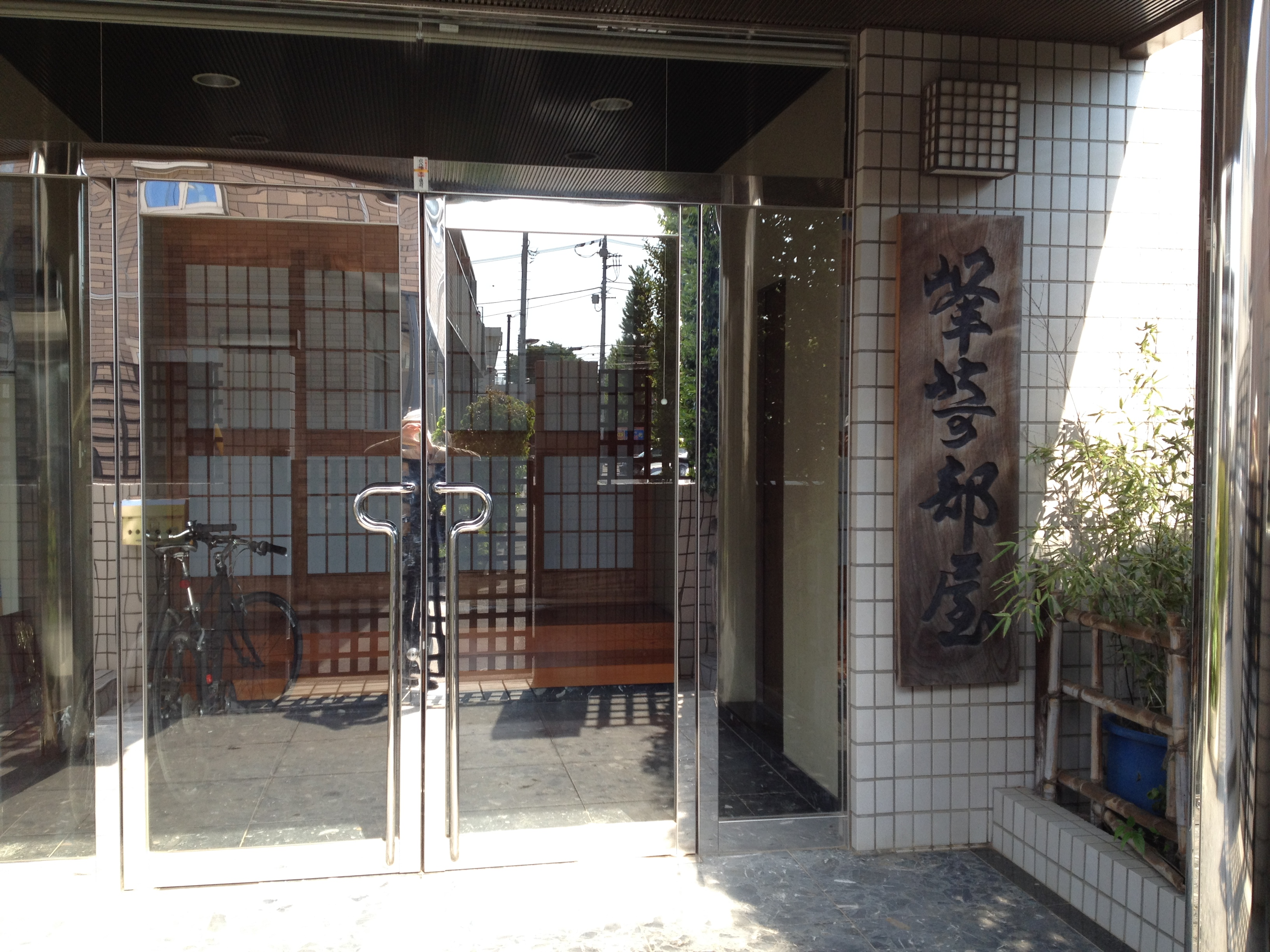
峰崎部屋

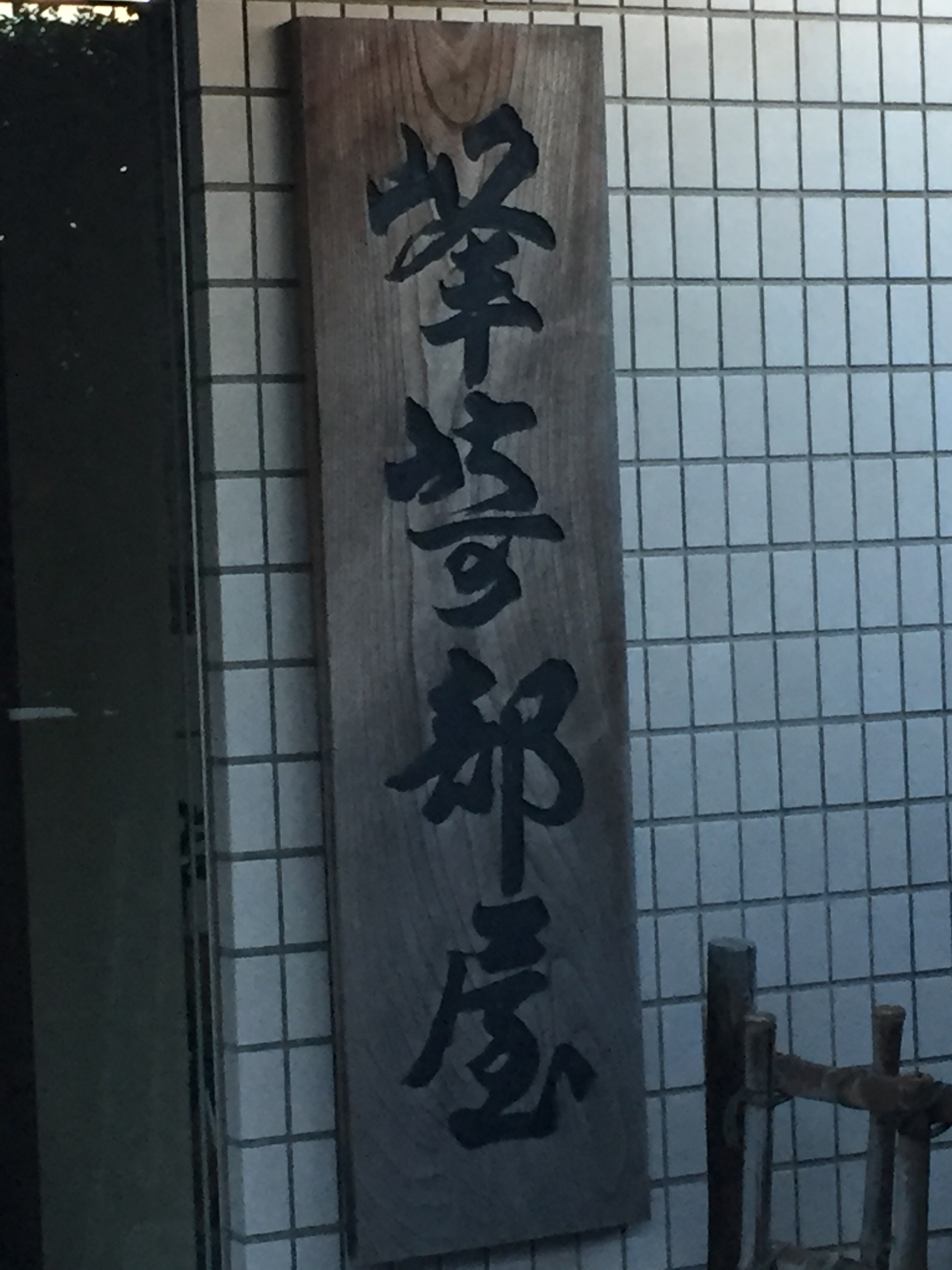
峰崎部屋の看板

### 沿革
1986年（昭和61年）9月場所限りで引退し、その後は放駒部屋の部屋付き親方として後進の指導に当たっていた年寄・7代峰崎（元幕内・三杉磯）が、1988年（昭和63年）12月に放駒部屋から分家独立して東京都練馬区田柄に峰崎部屋を創設した。
伊勢ノ海部屋・春日野部屋・中村部屋と共に、長らく外国人は入門させないという方針を採っていたものの、2006年（平成18年）3月に青森山田高校のモンゴル人留学生・透川が入門し、部屋初の外国人力士となった。
2012年（平成24年）5月24日、同じ一門の花籠部屋が経営難を理由に閉鎖されたため、15代花籠（元関脇・太寿山）ら花籠部屋の所属年寄や力士ら13人を引き取った。
部屋の創設以降、「叩き上げ力士」の育成に力を入れながらも、自部屋の生え抜きとなる関取は育っていないまま、花籠部屋との合併により関取経験者の荒鷲が所属力士に加わり、2012年（平成24年）9月場所での再十両昇進と同時に峰崎部屋から初めての関取誕生となった。荒鷲は2014年（平成26年）5月場所で新入幕を果たし、峰崎部屋から初めての幕内力士にもなった。
7代峰崎は2021年（令和3年）5月に65歳となって日本相撲協会を停年（定年）退職するため、同年4月1日の理事会で峰崎部屋閉鎖が承認され、7代峰崎、所属力士5人、行司・3代木村銀治郎は芝田山部屋へ、15代花籠と行司・木村光之助は高田川部屋へ、行司・木村一馬と呼出・弘行、同・正男、床山床明は西岩部屋へ転属することになった。

### 師匠
- 7代：峰崎 修豪（みねざき のぶたけ、前2・三杉磯、青森県）

### 力士

#### 幕内
- 荒鷲毅（前2・モンゴル）※花籠部屋から移籍、入幕は峰崎部屋時代。

### エピソード
- 2012年（平成24年）11月に実施されたプロ野球12球団合同トライアウトでは、トライアウトの受検選手に対する新弟子募集の勧誘活動を行って話題となった。翌2013年11月に実施された12球団合同トライアウトでも同様の勧誘活動を行った。
- 2013年（平成25年）10月には所属行司・木村堅治郎（現・銀治郎）の発案により、新弟子勧誘のために各所で配布するチラシを制作した。デザイナーにデザインを依頼して、横綱のイラストが描かれたものと、入門から横綱への昇進までの相撲人生を双六形式として表現した内容のものが各1000枚ずつ製作された。チラシの裏面には力士の給料についてや現役引退後の事情なども掲載されていた。[2]

### 不祥事
所属力士が2017年（平成29年）9月から2018年（平成30年）1月に亘り、当時同部屋の序二段力士だった男性（2018年1月場所限りで引退）に再三暴行を加えたとする事案が、2018年3月18日（同年3月場所中日）に日本相撲協会から公表された。加害力士は同年3月場所9日目以降の出場を辞退し、同年3月29日には日本相撲協会から翌2018年5月場所の出場停止処分を受けた。